# Journal of English and Germanic Philology
Das The Journal of English and Germanic Philology (JEGP) ist eine amerikanische international ausgerichtete wissenschaftliche Zeitschrift der anglistischen, germanistischen und keltischen Mediävistik unter Einbeziehung des Nordischen. Die Zeitschrift wurde 1897 begründet und wird heute durch die mediävistische Abteilung des Englischen Seminars der University of Illinois redaktionell betreut und aktuell herausgegeben durch Renée R. Trilling, Helmut Rehder, Kirsten Wolf und Robert J. Meyer-Lee. Die Zeitschrift erscheint im Universitäts-Verlag der University of Illinois Press. 
Thematisch liegt der Schwerpunkt in der Kulturwissenschaft der englischen, deutschen und übrigen germanischen und keltischsprachigen Regionen des mittelalterlichen Nordwesteuropa.